# Самароков, Николай Николаевич
Николай Николаевич Самароков (1919—1974) — Гвардии капитан Советской Армии, участник Великой Отечественной войны, Герой Советского Союза (1944).

## Биография
Родился 5 мая 1919 года в Перовске (ныне — Кызылорда).
После окончания семи классов школы работал в ремонтных мастерских авиационного училища, параллельно с работой занимался в аэроклубе. В 1940 году Самароков был призван на службу в Рабоче-крестьянскую Красную Армию. В 1942 году он окончил Чкаловскую военную авиационную школу пилотов. С августа того же года — на фронтах Великой Отечественной войны.
К августу 1944 года гвардии старший лейтенант Николай Самароков был заместителем командира эскадрильи 70-го гвардейского штурмового авиаполка 3-й гвардейской штурмовой авиадивизии 1-го смешанного авиакорпуса 16-й воздушной армии 1-го Белорусского фронта. К тому времени он совершил 111 боевых вылетов на бомбардировку и штурмовку скоплений боевой техники и живой силы противника, его важных объектов, нанеся ему большие потери.
Указом Президиума Верховного Совета СССР от 26 октября 1944 года за «мужество и героизм, проявленные при нанесении штурмовых ударов по противнику» гвардии старший лейтенант Николай Самароков был удостоен высокого звания Героя Советского Союза с вручением ордена Ленина и медали «Золотая Звезда» за номером 4919.
В 1949 году в звании капитана Самароков был уволен в запас. Проживал в Оренбурге.
Умер 15 января 1974 года, похоронен на городском кладбище Оренбурга.
Был также награждён тремя орденами Красного Знамени, орденом Отечественной войны 1-й степени и рядом медалей.